# 誰もが恐れるあの委員長が、ぼくの専属メイドになるようです。
『誰もが恐れるあの委員長が、ぼくの専属メイドになるようです。』（だれもがおそれるあのいいんちょうが ぼくのせんぞくメイドになるようです）は、おかゆまさきによる一連のライトノベル作品。イラストはosaが担当。電撃文庫（アスキー・メディアワークス）より2011年11月から刊行されている。

## 概要
著者のおかゆまさき曰く、「究極のやきもき恋愛コメディ」。本作を書いたきっかけは、友人との会話の中で、ネタ出し会のようになっていた時に行き詰まり、「じゃあメイドをしたい欲望を抑えられない女の子と知り合って、秘密のメイド行為に振り回される主人公ならいいのか!?」という発言が突破口となり、そのまま作品にしたとのこと。また、本書が気に入った際は、友人のブログやTwitterでの拡散を希望しているとも書かれている。
本書はタイトルが長いことでも有名である。本書を略す際は「委員長メイド」または、「もがれる」となる。作者はどちらが正しいかは言及しておらず、作者自身も二つとも使用している。

## 登場人物
物語は基本的に透の一人称で進む。また、ところどころは三人称で進むことがある。

### 主要人物
浮原 透（ふわら とおる）
本作の主人公。クラスは2-E。
自分の大好きなアニメ『セミマン　〜余命一週間のヒーロー〜』のDVDを買い揃えるために友人の吹多と、魔都と呼ばれる駅の南側に広がるオタク街で買い物を済ませた後、たまたまランチスポットとして寄ったメイドカフェ「にゃんにゃんメイドカフェ＠にゃんとらてぃっぷ」にて、メイドのスピカを委員長の鈴木未翠だと見抜いてしまう。そこから、スピカからお願いでスピカは透の専属メイドとなる。
行動はいつもワンテンポ遅れで、肝心な時の動き出しはいつも遅い。しかし、一度決意をするとやり遂げるまで突き進む。
スピカのお願いを断ることが出来ず、スピカのわがままに振り回されることとなる。
鈴木 未翠（すずき みすい）
透と同じクラスで、クラス委員長。「半月メガネに固く縛った三つ編みおさげ」という、いかにも委員長っぽい見た目をしている。
「規律の絶対零度(オーダー　オブ　アブソリュート　ゼロ)」と名付けられるほど真面目な性格で、曲がったことを許さない。生徒だけでなく、教師にも注意をすることがある。このため、担任の菅原とはあまり仲が良くない。成績は優秀で、両親が外交官という関係上、英語・ドイツ語を操るトライリンガルでもある。
本人によると、委員長の姿は作り出したもので、本来の自分の姿はスピカの方が近いとのこと。声もスピカの時の声が地声で、委員長の時の声は作り出している。
小学生の頃から委員長をやっていた。最初はいやいやだったが、周囲の期待に応えようと努力していた結果、自分自身を見失ってしまった。ある時に、親戚のおじさんが経営しているメイドカフェで働かないかと誘われる。実際に働いた時に、今まで抱えていた気持ちが軽くなったことから、これから本当の自分の姿を見出した。それ以降は、ストレスの発散場所としてメイドカフェで働くが、透に正体がばれてしまったことからメイドカフェを辞めて、透の専属メイドとして働き出す。
最初はストレスを発散するために透の専属メイドをやるだけだったが、ストレスが強くなるに従って透への要求もエスカレートしていった。最終的に、学校でメイドカフェをやりたいと透に告げ実際に行うが、担任に見つかってしまい透と共に謹慎処分を受ける。自分自身のせいで透を巻き込んでしまったことの後悔から、スピカを失ってしまうが、透がクラス全員に掛け合い協力したことで、再びスピカを取り戻す。
得意料理は「ふにゃんふにゃんオムライス＠にゃんにゃんたいむ付き」。
吹多くん（ふきたくん）
透と同じクラス。透とはかなりの仲良し。オタク事情に精通しており、駅の南側に広がるオタク街も知り尽くしている。そのため、透が買い求めようとしたセミマンのDVDを最安値で手に入れられる可能性の高い順にオタク街のショップを巡るプランを用意する。また、メイドカフェ「にゃんにゃんメイドカフェ＠にゃんとらてぃっぷ」の常連でもある。
矢沢 要介（やざわ ようすけ）
透の同級生で、かなりの仲良し。クラスの男子の中でも過剰にエロく、いつも透と吹多に過剰にエロい物体を届けてくる。あだ名は「ヤン・ヨースケン」。
吉垣さん（よしがきさん）
透と同じクラス。女子グループの中の中心的な存在で、比較的鈴木とは仲が良い。
富田くん（とみだくん）
透と同じクラス。バンド「△(トライアングル)」のボーカルをやっており、数学の公式を歌詞にしたファーストアルバム「二等辺△(さんかっけい)」で一躍校内での知名度を上げた。
菅原先生（すがわらせんせい）
2-Eのクラス担任。教科は社会科。元々鈴木のことをよく思っていなかったが、透から鈴木が抱えている事情を聞かされて、彼女を受け入れるようになる。性格はかなりのいい加減。

## その他
『セミマン 〜余命一週間のヒーロー〜』（セミマン よめいいっしゅうかんのヒーロー）
少々劇画チックな深夜アニメ。全58回。セミの寿命である一週間を懸命に生き抜くセミマンの姿を感動的に描いた名作。DVDボックスの初回特典はセミマンの抜け殻付きボックス。透は深夜にたまたまやっていたのを観て、ずっと感動しっぱなしだった。そのためDVDを買おうと決意する。

## 既刊一覧
- おかゆまさき（著）・osa（イラスト）、アスキー・メディアワークス〈電撃文庫〉、既刊2巻（2012年9月10日現在）
  - 『誰もが恐れるあの委員長が、ぼくの専属メイドになるようです。』、2011年11月10日発売[4]、ISBN 978-4-04-870967-5
  - 『誰もが恐れるあの委員長が、ぼくの専属メイドになるようです。2』、2012年9月10日発売[5]、ISBN 978-4-04-886798-6